# Zending in China in de periode 1911-1950
De zending in China in de periode 1911-1950 vond plaats in het tijdvak van het bestaan van de Republiek China. Externe invloeden op de activiteiten van de zending in die periode waren met name de val van het keizerrijk in 1911; de periode van onafhankelijke warlords waardoor er in veel provincies geen centraal gezag meer was; antichristelijke stromingen in het kielzog van anti-imperialistische opvattingen; de Japanse bezetting van grote delen van China en de opkomst en overwinning van de communistische partij die na 1949 leidde tot een abrupt einde van de zending.
Binnen de protestantse beweging in China was in deze periode sprake van een toenemende diversiteit door de komst van orthodox – evangelische stromingen uit de  Heiligingsbeweging, zoals een deel van de Pinksterbeweging. De essentie is, dat het in China aanwezige protestantisme aan het eind van deze periode aanzienlijk meer verdeeld was dan aan het begin van de periode.
Na 1920 voltrok zich ook een scheiding tussen zendingsorganisaties in China die probeerden te werken  op basis van ideeën die wel aangeduid worden als de Social Gospel, meer inzet door de kerken voor de armsten in de samenleving door concrete verbetering van de sociale omstandigheden en organisaties die dat zagen als een te liberaal-modernistische agenda. De laatste organisaties bleven de nadruk leggen op directe prediking en bekering.
Een derde aspect was het ontstaan van autochtoon en onafhankelijke Chinese kerkgenootschappen, zoals de Ware Jezuskerk.

## Achtergrond
De eerste prediking van het christendom in China door protestanten op het vasteland van China begon met de aankomst in 1807 in Kanton van de door het Londens Zendingsgenootschap uitgezonden Britse zendeling Robert Morrison. In 1830 arriveerde met Elijah Coleman Bridgman, de eerste van de Amerikaanse zendelingen. Zending was tot 1842 alleen mogelijk vanuit het district van de Dertien Factorijen in Kanton. Na de Eerste Opiumoorlog en het verdrag van Nanking in 1842 werd Hongkong Brits bezit en de havensteden Kanton, Xiamen, Ningbo, Shanghai en Fuzhou opengesteld voor handel met het buitenland. Vanaf 1860 werd het mogelijk om in geheel China zending te bedrijven. Omstreeks 1900 was het aantal zendelingen in China ongeveer 3500, waarvan ongeveer 900 alleenstaande vrouwen. Het aantal Chinese protestanten bedroeg toen omstreeks 90.000.

## De gouden jaren van de zending in China

Wereldzendingsconferentie in 1910

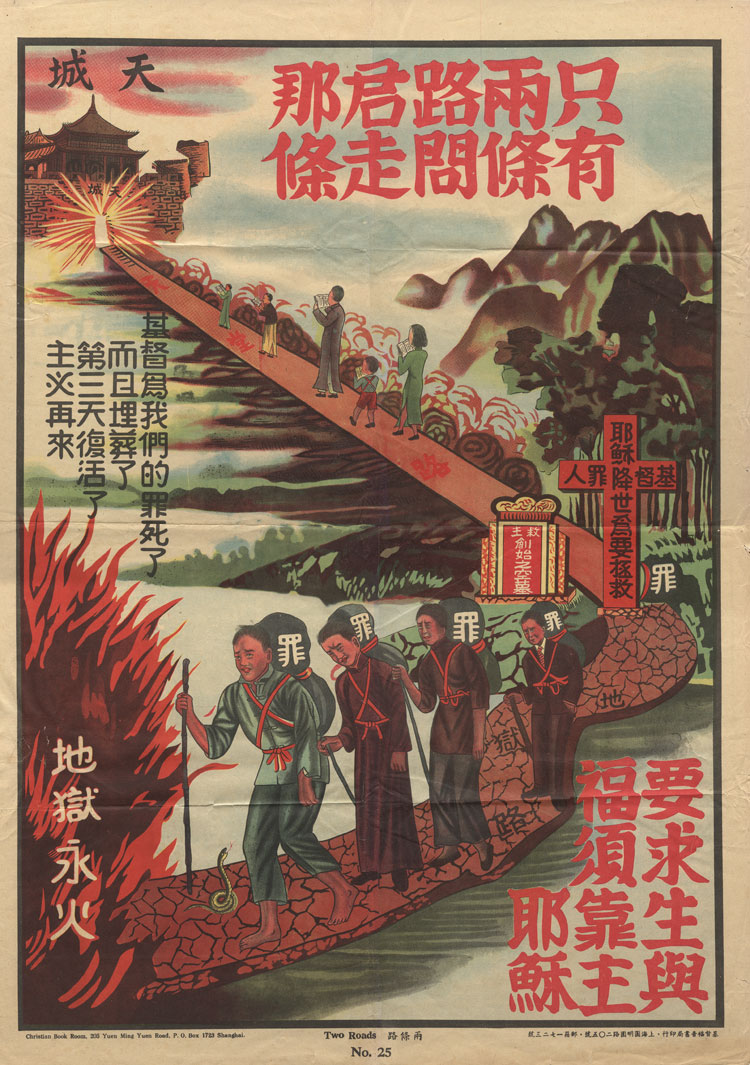
Poster van de China Inland Mission rondom 1930, die de verschillende wegen naar de hemel en hel illustreert. Mattheüs 7:13-14

De eerste twee decennia na 1900 worden wel de gouden jaren voor zowel de missie als de zending genoemd. Er was voor het eerst reële samenwerking met Chinese autoriteiten. De zending had een belangrijke bijdrage geleverd een het realiseren van een verbod op invoer van opium in het land. Er  was sprake van een aanzienlijke toename van het aantal jongeren dat zowel protestantse als katholieke scholen bezocht. Sun Yat-sen, de eerste president van de republiek was een protestant.
Nog in de periode van het keizerrijk en bij de herdenking van honderd jaar zending in 1907 in China  werd getracht stappen te ondernemen naar meer eenheid van de zending in het land. Na de Wereldzendingsconferentie in 1910 in Edinburgh werd in China een comité gesticht, gericht op een betere coördinatie tussen de zendingsgenootschappen in China. Het comité organiseerde in 1922 een nationale conferentie van de zendingsgenootschappen in China en dat leidde tot de stichting van de Nationale Christelijke Raad van China. Op initiatief van de Raad kwam in 1927 de Kerk van Christus in China tot stand. Die kerk werd daarmee de grootste protestantse kerk in China en de machtigste factor binnen de Nationale Christelijke Raad van China. Die kerk was niet gebonden aan een specifieke protestantse denominatie. Een aantal zendingsgenootschappen kon zich in dit beleid niet vinden en stichtten hun eigen nationale kerken, zoals de Evangelisch-Lutherse Kerk van China en de Anglicaanse Kerk van China.

## Nieuwegeloofszendingen
Vanaf 1866 was de China Inland Mission (CIM) in China actief. De CIM had een benadering voor de zending die ervan uitging dat zendelingen dienden te vertrouwen, dat God hen van de mogelijkheden zou voorzien om hun bestaan te leiden. In deze vorm van  geloofszending betekende het onder meer dat zendelingen niet betaald werden middels een salaris van een zendingsorganisatie, maar daarvoor afhankelijk waren van giften. Al voor 1900 was de niet aan een denominatie gebonden CIM de grootste zendingsorganisatie in het land. Het model van de geloofszending werd vanaf omstreeks 1910 gevolgd door een aantal kleinere evangelicale kerken en ook individuen. Deze nieuwe groepen zendelingen vertrokken vaak zonder noemenswaardige voorbereiding. Een aantal ging uit van het geloof dat zij in staat zouden zijn in China in tongentaal te prediken.

## Antichristelijke bewegingen

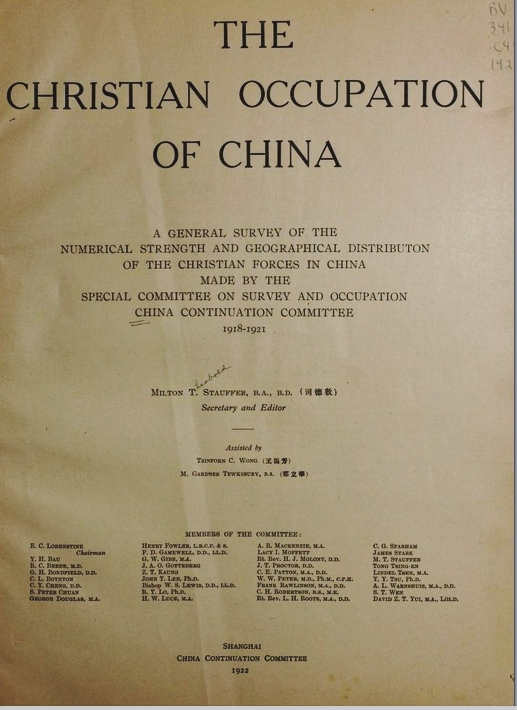
Titelpagina van The Christian Occupation of China

De gouden jaren van de zending in China duurden twee decennia. De 4 Mei-beweging van 1919 protesteerde hevig tegen de naar hun opvatting te zwakke Chinese reactie op de clausule in het verdrag van Versailles waarbij Japan de voormalige Duitse gebieden in Shandong ontving. De meer radicale elementen in de beweging benoemden missionarissen en zendelingen als lakeien van het westers imperialisme. In de jaren daarna vond ander gedachtegoed uit het Westen wel een voedingsbodem. Agnostische en atheïstische literatuur, Russische revolutionaire propaganda leidde bij een deel van de Chinese jongeren tot een sterk antichristelijke opvatting. Tot aan 1928 ontstonden er meerdere bewegingen met een scherp antichristelijk karakter.
Soms was het grote “onhandigheid “ die tot reacties leidde. In 1922 werd door het comité dat de nationale conferentie organiseerde  een boek gepubliceerd over de stand van zaken van de zending in China alsmede informatie over de geografie, economie, bevolking, etc. van China. Het werk had als doel  als doel een instrument te zijn voor de overname van taken door Chinezen zelf binnen de protestantse gemeenschap. De Chinese titel was Zhonghua gui zhu (China voor Christus). De Engelstalige titel was echter  The Christian Occupation of China  en veroorzaakte een storm van protest. Het  versterkte in aanzienlijke mate de antichristelijke beweging.

## Religieuze controverses
Binnen de Kerk van Christus in China was een zekere nadruk komen te liggen op sociale, educatieve en medische activiteiten. Dat veroorzaakte een reactie binnen een aantal van de traditionele zendingsgenootschappen. Die zagen deze prediking van de  Social Gospel als een te liberaal-modernistische agenda en vreesden dat verdere samenwerking zou leidden tot ongewenste doctrinaire compromissen. Die controverse werd met name zichtbaar binnen de in China aanwezige Amerikaanse presbyterianen die in 1929  een eigen Presbyteriaanse kerk van China stichtte. Later dat jaar werd een samenwerkingsverband opgericht met gelijkgestemde genootschappen in China, vooral afkomstig uit de gemeenschap van baptisten, mennonieten  en de China Inland Mission in de vorm van de Liga van Christelijke Kerken in China.

## Onafhankelijke Chinese kerken

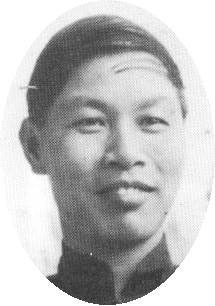
Watchman Nee

Een belangrijke factor die bijdroeg aan de toenemende verdeeldheid binnen het Chinese protestantisme was de groei van onafhankelijke Chinese bewegingen en kerken die nauwelijks of geheel niet verbonden waren aan de zendingsgenootschappen en een eigen agenda en leiderschap hadden. In een aantal gevallen waren  het organisaties die in geheel China aanwezig waren met honderden gemeentes, soms alleen aanwezig op lokaal niveau. Een aantal van die kerken wees in de geest van aanwezig anti-imperialisme en meer Chinees nationaal zelfbewustzijn iedere samenwerking met de kerken van de zendingsgenootschappen af. Vrijwel geen had ook maar enige interesse in het vormen van een autochtoon verenigde Chinese kerk. Het waren vaak ook onderling concurrerende bewegingen die ieder hun eigen weg gingen.
De Ware Jezuskerk werd vanaf omstreeks 1930 de grootste onafhankelijke Chinese kerk en bleef die positie tot aan 1950 behouden. De kerk werd gesticht door met name Wei Enbo. Hij had in 1917 een visioen ontvangen, dat herinneringen oproept aan de visioenen die Hong Xiuquan, de leider van de Taipingopstand voor 1860 ontving.  In het visioen zou God Wei Enbo hebben bevolen om de gehele christelijke beweging in China te hervormen. Wei Enbo veranderde zijn naam in Paulus Enbo en organiseerde binnen enkele jaren een sterk door de gedachten van de Pinksterbeweging en het Adventisme geïnspireerde beweging met een sterk anti-buitenlands karakter.
Van de tientallen andere Chinese kerkleiders uit die periode is Watchman Nee waarschijnlijk de bekendste. Hij keerde zich tegen de verdeling in denominaties van de buitenlandse zendingsgenootschapen en kerken in China. Omstreeks 1930 stichtte hij een beweging onder de naam De Kleine Kudde, waarvan de ideeën sterk beïnvloed waren door die van de Plymouth Brethren.  Ondanks zijn oorspronkelijke afkeer van de verdeeldheid in denominaties ontwikkelde de beweging zich tot een exponent van eigen Chinees sektarisme, die andere Chinese kerken vaak als  krachten van de duisternis  betitelde.
In 1949 bij de communistische  machtsovername waren er ongeveer 900.000 Chinese protestanten, waarvan omstreeks 25 % deel uitmaakte van deze onafhankelijke Chinese kerken.

## De laatste fase

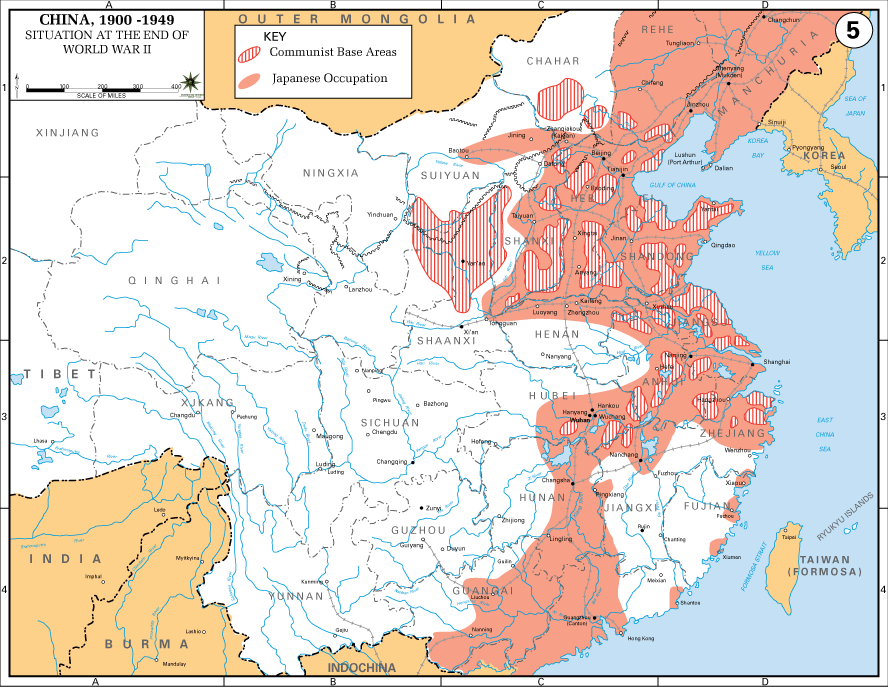
Japanse bezettingszone en gebied in handen van communistische partij begin 1945

Vlak voor de Japanse bezetting van grote delen van China in 1937 waren er ongeveer 4500 zendelingen in China aanwezig. Omstreeks 1150 daarvan behoorden tot de Kerk van Christus in China en omstreeks 1350 tot de  China Inland Mission. De bezetting had ook aanzienlijke gevolgen. De kerken organiseerden een aantal humanitaire programma's. De meeste zendelingen bleven aanvankelijk op hun plaats. Bij zendingsposten werd getracht veiligheidszones te creëren.
Het uitbreken van de Tweede Wereldoorlog in Azië eind 1941 had tot gevolg, dat priesters en zendelingen uit landen waar Japan mee in oorlog was in de bezette gebieden werden geïnterneerd. Het overgrote deel van de zendelingen in bezet gebied was Brits of Amerikaans. Het zendingswerk in die gebieden kwam dan ook vrijwel geheel tot stilstand. Een aantal zendelingen wist het door de Kwomingtang beheerste gebied van China te bereiken en probeerde daar het werk voort te zetten. Er waren daar echter ook grote belemmeringen door toenemend banditisme en elkaar ook onderling bestrijdende militaire partijen.
Na afloop van de Tweede Wereldoorlog keerden een groot aantal zendelingen terug naar hun posten. In 1946 en 1947 arriveerden honderden nieuwe Amerikaanse zendelingen. Na de stichting van de Volksrepubliek China in 1949 verlieten vrijwel alle zendelingen het land of werden gedwongen uitgezet. In 1953 was geen buitenlandse zendeling meer in China aanwezig.